# Orange G
L'Orange G (o Arancione G) è un colorante azidico sintetico molto usato in istologia e nella pratica di laboratorio in biologia molecolare. Il composto puro si presenta in cristalli o come minutissima polvere rosso arancio; forma grumi in ambiente umido. Viene commercializzato sotto forma di sale disodico.
L'uso principale della sostanza è nella colorazione di Papanicolau per colorare la cheratina (per questo motivo maneggiandolo potrebbe colorare la pelle di arancione).
Viene usato anche in alcune colorazioni tricromiche come nella colorazione tricromica di Mallory.
Essendo carico negativamente al pH a cui si effettua l'elettroforesi (sia SDS-PAGE che agarosio) viene usato, insieme al blu di bromofenolo come colorante per monitorare il caricamento del campione e per visualizzare il limite inferiore della corsa. In agarosio migra approssimativamente come un polinucleotide di 50 bp.
Nonostante il colorante abbia due gruppi ionizzabili, questi sono quasi equivalenti e quindi il composto mostra solo due colori al variare del pH: arancio brillante in ambiente acido e neutro; rosso scuro in ambiente basico (pH >9).
Quando illuminato da raggi ultravioletti mostra fluorescenza azzurra.